# Korpijärvi (sjö i Rautjärvi, Södra Karelen)
Korpijärvi är en sjö i kommunen Rautjärvi i landskapet Södra Karelen i Finland. Sjön ligger 75,1 meter över havet. Den är 2,4 meter djup. Arean är 64 hektar och strandlinjen är 3,97 kilometer lång. Sjön  ingår i Vuoksens huvudavrinningsområde.   Den ligger omkring 51 km öster om Villmanstrand och omkring 250 km nordöst om Helsingfors. 